# Лопатин, Григорий Михайлович
Лопатин, Григорий Михайлович (1888, уездный город Сарапул, Вятская губерния — 1 мая 1961, Москва) — врач-педиатр, доктор медицинских наук (1935), профессор (1935).
Лопатин Григорий Михайлович в 1913 году с отличием закончил обучение в Казанском университете. С тех пор работал в Казанском университете; с перерывом работал в Саратовском университете.
Во время Первой мировой войны был войсковым врачом. Получив ранение на фронте, залечивал свои раны в больнице Красного креста.

С 1931 — заведующий кафедрой болезней раннего детского возраста.
1935—45 — заведующий кафедрой педиатрии Куйбышевского медицинского института (с 1991 года город Куйбышев вновь называется Самарой);
1945 — заведующий кафедрой факультета педиатрии Одесского медицинского института;
1946—48 — заведующий кафедрой детских болезней Киевского медицинского института;
1948—50 — заведующий кафедрой пропедевтики детских болезней,
1950—51 — госпитальной педиатрии,
1951—53 — профессор кафедры педиатрии 2-го Московского медицинского института.
Много лет профессор Лопатин Г. М. был председателем Куйбышевского педиатрического общества.
После Самары Г. М. Лопатин заведовал кафедрой пропедевтики детских болезней Российского национального исследовательского медицинского университета имени Н. И. Пирогова.
За заслуги перед Отечеством Григорий Михайлович Лопатин был награждён орденами Ленина и «Знак Почёта», значком «Отличнику здравоохранения СССР».
Профессору Г. М. Лопатину принадлежат более 70 научных работ.

### Основные публикации[6]
• Лопатин, Григорий Михайлович. К вопросу об амилолитической способности крови и некоторых органов при различных видах эндокринной недостаточности. Саратов : Саризолятор, 1928. 74 с.

• Лопатин, Григорий Михайлович. Об организации борьбы с летними детскими поносами. Куйбышев : Институт охраны материнства и младенчества, 1935. 8 с.

• Лопатин, Григорий Михайлович. Детские заразные заболевания. Куйбышев : Облгиз, 1939. 112 с.

• Лопатин, Григорий Михайлович. Детские заразные заболевания. Куйбышев : Облгиз, 1945. 96 с.

• Лопатін Григорій Михайлович. Дитячі заразні захворювання. К., 1946.

• Лопатин, Григорий Михайлович. Корь. Киев : Госмедиздат УССР, 1948. 14 с.

• Лопатин, Григорий Михайлович. Малярия у детей. М. : Институт санпросвещения, 1952. 6 с.